# Кийко, Андрей Олегович
Андрей Олегович Кийко (род. 1985, Ленинград, РСФСР, СССР) — российский серийный убийца и насильник, совершивший как минимум 3 убийства девушек и 12 нападений, сопряжённых с изнасилованиями, в период с августа 2004 по 11 января 2007 года на территории Санкт-Петербурга. Почти все преступления Кийко совершил на территории Сосновского лесопарка, расположенном на границе Выборгского и Калининского районов Санкт-Петербурга, а также в его окрестностях,  благодаря чему он известен под прозвищем «Сосновский маньяк». Настоящее количество жертв Андрея Кийко не известно следствию. В 2022 году Кийко признался в совершении убийства, которое произошло в 2005 году. По версии следствия, Кийко несёт ответственность за совершение ещё ряда преступлений, причастность к которым доказать не удалось, так как признательные показания он дать отказался. Несмотря на тяжесть совершённых деяний, уголовного наказания в виде пожизненного лишения свободы Андрей Кийко избежал.

## Биография

### Детство и юность
Андрей Кийко родился в 1985 году в Ленинграде. После развода родителей в 1990 году жил с матерью и воспитывался в основном ей. Андрей Кийко обладал субтильным телосложением и невысоким ростом. Учился в школе № 110 на территории Выборгского района Санкт-Петербурга. В школьные годы подвергался нападкам со стороны других учеников, что, по мнению психиатров, сильно повлияло на формирование его личности. В силу интровертности он не пользовался популярностью в школе и округе, не имел успеха у женского пола, у него были проблемы с коммуникабельностью и почти не было друзей. Будучи подростком, Кийко был замечен в проявлении интереса к личностям, которые демонстрировали агрессивное и деструктивное поведение. В частности, будучи школьником, Кийко часто посещал в качестве зрителя школьные драки, за что привлекался администрацией школы к дисциплинарным взысканиям, хотя непосредственного участия в драках никогда не принимал.
В 2002 году он получил черепно-мозговую травму, после чего стал демонстрировать признаки психического расстройства. После окончания школы Андрей не стал продолжать образование и устроился на работу. Некоторое время он работал флористом в цветочном киоске, пока весной 2005 года не был призван в вооружённые силы Российской Федерации. На военной службе Андрей Кийко характеризовался крайне отрицательно. Непосредственные командиры обвиняли его в нарушении дисциплины, устава и принятых норм поведения, вследствие чего Кийко часто подвергался дисциплинарным взысканиям. Летом 2005 года Кийко начал демонстрировать признаки психического расстройства, после чего был госпитализирован в больницу, где было проведено его психиатрическое освидетельствование, по результатам которого он в августе 2005 года был признан негодным к несению военной службы по состоянию психического здоровья и комиссован. После возвращения в Санкт-Петербург Андрей проживал вместе матерью на Сиреневом бульваре в четырёх кварталах от Сосновского парка, где проводил много свободного времени.

### Схема преступлений
Согласно свидетельствам самого Кийко, он начал испытывать патологически повышенное влечение к агрессии, после того как получил в результате несчастного случая черепно-мозговую травму. Пройдя курс лечения, Кийко стала настойчиво преследовать фантазия: силуэт женской фигуры на каблуках в расплывчатом свете фонарей, который он начинал преследовать. Кийко свидетельствовал, что большую часть преступлений он совершал после появления странных сновидений, которые внушали ему страх, волнение и наслаждение, после чего он был не в силах заснуть, выходил гулять на улицы города и совершал нападения. В совершении почти всех своих преступлений, он продемонстрировал выраженный ему образ действия. Кийко поджидал жертв на улице в тёмное время суток. Большую часть нападений он совершил около автобусных остановок на проспекте Мориса Тореза. Кийко подходил сзади к жертве, начинал её душить и приставлял к груди нож, после чего под угрозой оружия уводил жертву на территорию Сосновского лесопарка. Кийко удавалось беспрепятственно уводить жертв с улиц города, так как вследствие применяемого им вида удушающего захвата он и его жертва выглядели обнимающейся парочкой, благодаря чему потенциальные свидетели преступлений никогда не обращали на его действия никакого внимания. В качестве жертв он выбирал привлекательных девушек, находящихся в возрасте от 16 до 28 лет, хрупкого телосложения, которые находились в момент нападения в одиночестве. После того, как ему удавалось завести жертву вглубь парка, Кийко насиловал девушек, похищал у них ювелирные украшения, деньги, мобильные телефоны и ряд других вещей, представляющих материальную ценность, после чего уходил. Одной из его жертв стала беременная женщина, которую он вынудил заниматься с ним оральным сексом. Трое из жертв Кийко во время совершения изнасилований оказали ему ожесточенное сопротивление, вследствие чего он их задушил. В совершении преступлений Кийко отличался предельной осторожностью. Из-за боязни подцепить венерическое заболевание, он во время совершения изнасилований пользовался презервативами, которые затем уносил с собой, вследствие чего следствие не располагало образцами его биологических следов. Похищенные у своих жертв ювелирные украшения и мобильные телефоны он не продавал скупщикам, опасаясь что ряд из них являются осведомителями правоохранительных органов, которые выведут милицию на его след, а просто дарил своим знакомым или через некоторое время после похищений выбрасывал. В конце 2006 года, в связи с увеличением количества жертв и неудачами правоохранительных органов в деле его разоблачения, Кийко потерял бдительность и стал совершать нападения с чрезмерной жестокостью и периодичностью, только с 27 декабря 2006 года по 11 января 2007 года он изнасиловал четверых девушек.

### Убийства
Первое убийство Кийко совершил в августе 2004 года. Его жертвой стала его 29-летняя знакомая, которая работала продавцом в цветочном киоске, где ранее работал он сам. В ночь нападения Кийко пришёл к жертве в ларёк и силой увел её на площадку близлежащей спортшколы, где изнасиловал жертву, а затем задушил её: по одной из версий, шнурками от кроссовок, а по другой — её же лифчиком, после чего забрал выручку. День убийства пришелся на день рождения жертвы, которую семья так и не смогла поздравить. Следствие отмечает, что тело жертвы было сильно изувечено.
В марте 2005 года рано утром он совершил попытку убийства идущей в школу девятиклассницы. Затащив девочку в парк, Кийко не смог совершить изнасилование из-за нестандартной молнии на брюках жертвы. Когда он пытался разобраться в механизме молнии, девочка оттолкнула преступника ногой и принялась бежать. Ей удалось покинуть парк и выбежать на улицу, где прохожие оказались ей помощь. Во время расследования на основании её признательных показаний был составлен фоторобот Кийко, однако он не был разоблачён и через месяц был призван в ряды армии России.
Второе убийство произошло в Сосновском лесопарке 24 апреля 2005 года. Его жертвой стала 27-летняя женщина по имени Татьяна, которая направлялась к своим друзьям на мототрек, где они проводили свободное время. Жертва оказала Кийко ожесточённое сопротивление, после чего он усилил захват правой руки — сдавил шею ещё сильнее и задушил её. Он не стал подвергать убитую сексуальному насилию и покинул место совершения преступления, не оставив следов. Это убийство было раскрыто только в 2022 году.
Досрочно демобилизовавшись, в августе 2005 года Кийко встретил бывшую одноклассницу, которой назначил свидание. Во время свидания он заманил её к себе домой, где изнасиловал. После этого он отвёл её на территорию Сосновского лесопарка, где задушил и утопил её тело в местном пруду. Кийко не оставил следов на месте совершения преследования, благодаря чему дело раскрыто не было, а он не попал в число подозреваемых.

### Нападения
В декабре 2005 года Андрей Кийко совершил нападение на 23-летнюю девушку. Девушка умоляла преступника отпустить её, уверяла его в том, что находилась в состоянии беременности. Кийко попытался задушить жертву и после того, как она потеряла сознание, похитил у неё личные вещи и оставил её в бессознательном состоянии на территории парка, но девушка осталась в живых.
В апреле 2006 года Кийко совершил очередное нападение. Его жертвой стала 15-летняя девочка. Приставив нож к её горлу, он затащил её в парк, но девушка проявила изобретательность и смекалку. Обладая даром красноречия и обаянием, ей удалось вызвать Кийко на откровенный разговор, в ходе которого жертва вызвала у него симпатию и он в конечном итоге отказался от своих первоначальных планов. Вместо сексуального насилия он два часа гулял с ней по парку, после чего забрал у нее деньги, мобильный телефон и отпустил, не причинив никакого вреда её здоровью.
В июне 2006 года Кийко совершил в один день сразу 2 нападения на девушек, которые оказались для него неудачными. В первом случае 25-летняя девушка подняла крик, не затихая даже при виде ножа. Кийко избил жертву до потери сознания, ограбил и оставил умирать в бессознательном состоянии в парке, однако она вскоре пришла в сознание и впоследствии осталась в живых. Через несколько минут, Андрей Кийко совершил попытку затащить в парк 18-летнюю девушку, выгуливающую щенка. Собака заступилась за хозяйку и отвлекла внимание преступника от жертвы, благодаря чему она сумела вырваться из рук Кийко и выбежать из парка на проезжую часть улицы.  Кийко пытался затащить девушку обратно в парк, однако вынужден был бежать при появлении автомобиля.
В сентябре 2006 года Кийко затащил в лесопарк 20-летнюю девушку, которую изнасиловал и ограбил. В тот же день он ограбил ещё одну девушку, которую по неустановленным причинам не стал подвергать сексуальному насилию, а отпустил после того, как она под угрозой оружия отдала ему мобильный телефон и деньги.
В декабре 2006 года преступник совершил нападение на 22-летнюю девушку, которая около 5 часов утра вышла на улицу прогуляться из-за бессонницы. Жертва нападения находилась на 9 месяце беременности, но это не смутило Андрея Кийко и он принудил её под угрозой убийства к занятию оральным сексом.
В начале января 2007 года Кийко совершил нападение на 28-летнюю женщину. Ему удалось затащить её в Сосновский лесопарк, однако на территории парка жертва оказала Кийко ожесточённое сопротивление, после чего он избил её, совершил попытку её удушения и ограбил после того, как она потеряла сознание. Бросив девушку в снежный сугроб, Кийко покинул территорию парка не став подвергать жертву сексуальному насилию, предполагая что она умерла, однако через несколько минут девушка пришла в сознание и сумела добраться до оживлённых улиц, где ей оказали медицинскую помощь, благодаря чему она оставалась в живых. Через несколько дней Кийко совершил нападение на 17-летнюю девушку, которая поздно вечером возвращалась домой на такси. Как только машина отъехала, он стал преследовать жертву и совершил на неё нападение, после чего затащил в парк, где изнасиловал и ограбил.

### Арест, следствие и суд
В поисках «сосновского маньяка» сотрудники правоохранительных органов Санкт-Петербурга в течение нескольких месяцев многократно прочесывали Сосновский лесопарк, выходили в ночные рейды, подвергали проверке документов и досмотру всех молодых людей, которые обнявшись проводили свободное время на территории парка. На причастность к совершению преступлений следователями были проверены несколько сотен жителей города, которые вели маргинальный образ жизни, были замечены в агрессии по отношению к девушкам и женщинам, и которые ранее подвергались уголовной ответственности за совершение изнасилований, но результата это не дало.
11 января 2007 года Андрей Кийко совершил последнее известное следствию преступление. Его жертвой стала 18-летняя девушка. Во время его совершения по неустановленным причинам Кийко изменил ранее продемонстрированный ему образ действия. После нападения на жертву на углу улицы Рашетова и проспекта Мориса Тореза, он повёл её в Сосновский лесопарк, где изнасиловал. Однако после изнасилования, он неожиданно решил отвести её к себе в квартиру пользуясь тем, что его мать находилась на работе в ночную смену. Путь из парка до дома на Сиреневом бульваре занял около десяти минут, во время которого Кийко одной рукой  прикрывал девушке глаза, а другой держал нож на её груди. В своей квартире Кийко продержал жертву до самого утра, неоднократно подвергая её сексуальному насилию. Утром 12 января, закрыв девушке глаза, он вывел её за пределы микрорайона и оставил у одного из магазинов, а сам скрылся. Однако все свои действия во время совершения преступления Кийко совершил с крайней небрежностью, благодаря чему жертва сумела запомнить улицу, номер дома и номер квартиры, где проживал Кийко. После того как девушка дала показания против Кийко сотрудникам правоохранительным органам, он был арестован в тот же день и  практически сразу начал давать признательные показания.
В ходе расследования пять потерпевших опознали Кийко в качестве насильника и нападавшего. Всего Андрею Кийко было инкриминированы обвинения в 12 нападениях, сопряжённых с изнасилованиями, и 2 убийствах, хотя следствие подозревало его в совершении ещё ряда преступлений. Следователь отдела по расследованию особо важных дел Следственного управления при прокуратуре Санкт-Петербурга Антон Брейдо так прокомментировал признательные показания Андрея Кийко:
Официально на его счету 14 нападений на женщин, из них два убийства. Однако мы уверены, что, на самом деле, их гораздо больше - счёт может идти на сотни. Ведь на следствии маньяк признавался, что иногда насиловал по две-три девушки в неделю.
Сам Кийко не смог объяснить мотивы совершения убийств и изнасилований. Он утверждал, что при выборе жертвы, кроме их роста и телосложения, никаких больше критериев для него не существовало. Он утверждал, что его не интересовали детали одежды девушек, цвета глаз или волос:
Важно было почувствовать страх, то, что меня боятся. В принципе и всё.
Следователь Антон Брейдо его показания подтвердил:
На психиатрической экспертизе насильник признался, что получал удовольствие лишь от процесса погони, но как только жертва оказывалась у него в руках, интерес к ней мгновенно улетучивался.
В конце 2007 года по ходатайству его адвокатов Андрей Кийко был этапирован в Городскую психиатрическую больницу № 6 в Санкт-Петербурге для проведения судебно-психиатрической экспертизы для установления степени его вменяемости. По результатам экспертизы он был признан невменяемым. После этого по ходатайству прокуратуры судья Елена Волкова назначила повторную экспертизу, и Кийко был этапирован в Москву, где в Государственном национальном центре социальной и судебной психиатрии имени Сербского была проведена повторная экспертиза. Московские психиатры пришли к заключению, что Андрей Кийко вменяем, но имеет некоторые психические отклонения. Судебный процесс открылся 17 июня 2008 года и проходил в закрытом режиме.
В ходе судебных заседаний вина Кийко в инкриминируемых ему преступлениях была доказана полностью, после чего, учтя смягчающие обстоятельства (признание вины, активное способствование раскрытию преступлений и признаки психического расстройства), государственный обвинитель Наталья Кузнецова потребовала суд приговорить Кийко к 25 годам лишения свободы. 2 декабря 2008 года Андрей Кийко был признан виновным по всем пунктам обвинения и получил в качестве уголовного наказания 22 года лишения свободы. На оглашении приговора в суде, за исключением корреспондента одной из газет, присутствовали лишь двое из родственников убитых Кийко девушек. Сам Кийко, как его адвокат Геннадий Романюк, остались довольны приговором, так как назначенное уголовное наказание оказалось менее суровым чем то, который требовал гособвинитель, в то время как родственники жертв выразили несогласие с решением суда, посчитав, что Кийко за содеянные преступления заслуживает уголовного наказания в виде пожизненного лишения свободы.
Следователь Антон Брейдо, который вёл дело «Сосновского маньяка», так прокомментировал приговор суда:
Как следователь я удовлетворён обвинительным приговором, хотя по большому счёту, он конечно мягковат. Но, у Кийко были явки с повинной, и по закону это является смягчающим обстоятельством, которое не позволяет требовать максимальное наказание. Срок вроде немалый, но однозначно мягкий для преступлений Кийко. Он заслуживал пожизненного заключения.

### Последующие события
После осуждения Кийко отбывал уголовное наказание в одной из исправительных колоний на территории Ленинградской области. Он имел возможность подать ходатайство на условно-досрочное освобождение по отбытии 15 лет тюремного заключения, но в конце 2021 года связался с прокуратурой Выборгского района Санкт-Петербурга и дал признательные показания в совершении второго убийства. После дачи признательных показаний Андрей Кийко покинул территорию исправительной колонии и спустя 15 лет после ареста вернулся в Санкт-Петербург. Весной 2022 года он под конвоем был доставлен в Сосновский лесопарк, где принял участие в следственном эксперименте, целью которого было воспроизведение опытным путём действий, обстановки и других обстоятельств, связанных с убийством девушки. Во время следственного эксперимента Кийко показал место совершения убийства и вновь продемонстрировал следователям свой характерный удушающий захват, который он применял при каждом нападении.
Несмотря на то, что убийство произошло в 2005 году, суд  отказался применить сроки давности и прекратить дело, после чего Кийко изменил свою позицию и отказался от своих признательных показаний, но уголовное дело всё равно было передано в Выборгский районный суд в июне 2022 года, так как, согласно версии следствия, с учётом имеющихся в уголовном деле доказательств вина Кийко в совершении убийства 27-летней Татьяны была установлена. Судебный процесс по этому делу  открылся в июне 2023 года. Андрей Кийко был признан виновным в совершении убийства 27-летней Татьяны и получил в качестве уголовного наказания 25 лет лишения свободы, с учётом  тех 16 лет, которые он к тому времени уже отбыл в тюремном заключении с момента ареста.

## В массовой культуре
- Документальный фильм «Полуночный ковбой» из цикла «Вне закона» (2009)